# Jim Watson
Jim Watson (North Bay, 23 marzo 1989) è un attore canadese.

## Biografia

### Carriera
Attivo principalmente in ambito televisivo, deve la sua notorietà principalmente per avere interpretato Theo Hunter, personaggio principale nella serie TV Transplant.

### Vita privata
Nato a North Bay, si è sposato con Danielle Beaudin.

## Filmografia

### Cinema
- Crimson Peak, regia di Guillermo del Toro (2015)

### Televisione
- Copper - serie TV, 6 episodi (2013)
- I misteri di Murdoch (Murdoch Mysteries) - serie TV, episodio 7x07 (2013)
- Reign - serie TV, episodio 1x12 (2014)
- The Strain - serie TV, 7 episodi (2014-2016)
- Between - serie TV, 12 episodi (2015-2016)
- Suits - serie TV, episodio 4x12 (2015)
- Slasher - serie TV, 13 episodi (2016-2019)
- Mary Kills People - serie TV, 3 episodi (2017)
- Good Witch - serie TV, episodio 4x05 (2017)
- Love on Ice, regia di Bradley Walsh (2017) - film TV
- Designated Survivor - serie TV, 5 episodi (2019)
- The Umbrella Academy - serie TV, episodio 1x05 (2019)
- Hudson & Rex - serie TV, episodio 1x13 (2019)
- Transplant - serie TV, 49 episodi (2020-2024)
- Wyonna Earp - serie TV, episodio 4x08 (2021)
- Doc - serie TV, episodio 1x03 (2025)

## Doppiatori italiani
Nelle versioni in italiano delle opere in cui ha recitato, Jim Watson è stato doppiato da:
- Davide Albano in Slasher (st. 2), Transplant
- Marco Vivio in The Strain
- Daniele Giuliani in Between
- Emiliano Coltorti in Crimson Peak
- Federico Bebi in Slasher (st. 1)
- Stefano Brusa in Slasher (st. 3)
- Raffaele Carpentieri in Good Witch
- Gianluca Cortesi in Doc